# Peter Engel (Politiker)
Peter Engel (* 27. September 1918 in Differdingen, Luxemburg; † nach 1998) war ein deutscher Politiker (DPS).
Engel wuchs in Fraulautern auf. Nach dem Besuch der Volksschule (1924–1932) war er als Arbeiter tätig. Zum 2. August 1937 trat er in die SS ein (SS-Nummer 316.855) und verpflichtete sich für eine Dienstzeit von zwölf Jahren. Als Soldat nahm er am Westfeldzug und am Krieg gegen die Sowjetunion teil. Nach zwei Verwundungen in den Jahren 1941 und 1942 war er nicht mehr frontverwendungsfähig und wurde als SS-Hauptscharführer in einer Unterführerschule eingesetzt. Als Mitglied der SS-Totenkopfstandarte „Oberbayern“ gehörte er der Wachmannschaft (äußere Bewachung) des KZ Dachau an. Im Mai 1945 geriet er in sowjetische Kriegsgefangenschaft, aus der er 1946 heimkehrte.
Im September 1946 ließ er sich in Ensdorf nieder, wurde jedoch wenige Tage später festgenommen und aus politischen Gründen interniert. Nach seiner Freilassung im Mai 1948 fand er eine Beschäftigung in der Völklinger Hütte.
Engel trat der Demokratischen Partei Saar (DPS) bei und wurde zum Ortsvorsitzenden der Ensdorfer DPS gewählt. 1955 erreichte er ein Mandat im Landtag des Saarlandes, dem er bis 1961 angehörte. Dort war er Mitglied in den Ausschüssen für Eingaben, für öffentliche Arbeiten und Wiederaufbau sowie für Sozialpolitik. Engel engagierte sich vor allem für die Belange seiner Heimatgemeinde Ensdorf, unter anderem setzte er sich für die Errichtung eines 1,2 Millionen DM teuren Schutzdamms ein, um die Hochwassergefahr im Raum Ensdorf abzuwenden.